# 譙孟龍
譙孟龍（1503年—？年），字乾甫，四川順慶府南充縣人，明朝政治人物。

## 生平
四川乡试第四十名，嘉靖十四年（1535年）乙未科会试第一百九名，二甲二十二名進士。歷官江西南昌府知府，二十四年（1545年）三月升云南按察司副使，历陞參政。

## 家族
曾祖譙明，祖譙崇儒，父譙暘，母楊氏具慶下，妻柳氏，弟仲龍；季龍；吟龍；世龍；雲龍；見龍；攀龍；士龍；槐龍。